# Wilder (Idaho)
Wilder – miasto w Stanach Zjednoczonych, w stanie Idaho, w hrabstwie Canyon.